# Hôtel Solvay
Hôtel Solvay – budynek w stylu secesyjnym znajdujący się w Brukseli przy Alei Luizy pod numerem 224. Kamienicę – jako rezydencję dla Armanda Solvaya – syna Ernesta Solvaya – zaprojektował w latach 1894–1895 Victor Horta. Budowę struktury zakończono w 1898 roku, zaś prace dekoracyjne i wykończeniowe – w 1903 roku.
W 2000 roku budynek został wpisany na listę światowego dziedzictwa UNESCO.